# Лальськ
Ла́льськ (рос. Лальск) — селище міського типу у складі Лузького району Кіровської області, Росія. Адміністративний центр Лальського міського поселення.

## Населення
Населення становить 3025 осіб (2017; 3096 у 2016, 3183 у 2015, 3312 у 2014, 3423 у 2013, 3585 у 2012, 3705 у 2010, 4356 у 2009, 4551 у 2002, 5471 у 1989, 6034 у 1979, 6784 у 1970, 6511 у 1959).

## Історія
Селище було засноване 1570 року переселенцями з Новгородщини як Лальський Погост. Поселення утворене на перехресті торгових шляхів, тому швидко почало зростати. 1711 року тут було збудовано кам'яну церкву на честь Миколая Чудотворця. 26 березня 1726 року погост був перетворений у Лальський Посад. У червні 1779 року Ярославський та Костромський генерал-губернатор Олексій Мельгунов перетворив посад у місто. 1780 року статус міста був підтверджений наказом Катерини II, Лальськ стає повітовим центром Великоустюзької області Вологодського намісництва. 1796 року місто було передане до складу Устюзького повіту Вологодської губернії як заштатне місто.
Прокладена 19 століття залізниця повз місто призвела до призупинення його росту. 1924 року був утворений Лальський район, 1927 року місто втратило свій статус і стало селищем міського типу. Тоді ж Лальськ був переданий до складу Північного краю, пізніше Північної області. 1937 року селище увійшло до складу Архангельської області. 1941 року Лальський та ще 2 райони Архангельської області передані до складу Кіровської області. 1963 року Лальський та сусідній Підосиновський райони були об'єднані у новий Лузький район, центр був перенесений до міста Луза.